# Carleton Hunt
Carleton Hunt (* 1. Januar 1836 in New Orleans, Louisiana; † 14. August 1921 ebenda) war ein US-amerikanischer Politiker. Zwischen 1883 und 1885 vertrat er den Bundesstaat Louisiana im US-Repräsentantenhaus.

## Werdegang
Carleton Hunt war ein Neffe von Theodore Gaillard Hunt (1805–1893), der zwischen 1853 und 1855 ebenfalls den Staat Louisiana im Kongress vertreten hatte. Der jüngere Hunt besuchte die University Grammar School in New Orleans und studierte danach bis 1856 an der Harvard University. Nach einem anschließenden Jurastudium an der University of Louisiana, der heutigen Tulane University, und seiner im Jahr 1858 erfolgten Zulassung als Rechtsanwalt begann er in New Orleans in seinem neuen Beruf zu  arbeiten.
Im Jahr 1860 war Hunt Mitglied der kurzlebigen Constitutional Union Party, deren Bundesparteitag er in Baton Rouge besuchte. Während des Bürgerkrieges diente er als Offizier im Heer der Konföderierten Staaten. Nach dem Krieg, im Jahr 1866, wurde er Verwalter der University of Louisiana. An dieser Universität lehrte er in den folgenden Jahren auch das Fach Jura. Zehn Jahre lang war er dort Dekan der juristischen Fakultät. Im Jahr 1878 war Hunt Vorsitzender der Gründungsversammlung der American Bar Association.
Inzwischen war Hunt Mitglied der Demokratischen Partei geworden. Bei den Kongresswahlen des Jahres 1882 wurde er im ersten Wahlbezirk von Louisiana in das US-Repräsentantenhaus in Washington, D.C. gewählt, wo er am 4. März 1883 die Nachfolge von Randall L. Gibson antrat. Bis zum 3. März 1885 absolvierte Hunt aber nur eine Legislaturperiode im Kongress. Nach seiner Zeit im US-Repräsentantenhaus arbeitete er als Anwalt in New Orleans. Zwischen 1888 und 1892 war er auch juristischer Vertreter dieser Stadt. Er starb am 14. August 1921 in New Orleans und wurde dort auch beigesetzt.